# Everybody Loves a Winner
Everybody Loves a Winner ist ein Jazzalbum von Freddie Redd. Die am 9. und 10. Oktober 1990 in den Fantasy Studios in Berkeley entstandenen Aufnahmen erschienen 1991 auf Milestone Records.

## Hintergrund
Everybody Loves a Winner gehörte zu den wenigen Alben, die Redd in den 1980er- und frühen 1990er-Jahren aufnehmen konnte; zwei Jahre zuvor war in Triobesetzung der Livemitschnitt Live at the Studio Grill (mit Al McKibbon und Billy Higgins) entstanden. Bei einer Studiosession 1990 spielte der Pianist mit Phil Ranelin (Posaune), Curtis Peagler (Altsaxophon), Teddy Edwards (Tenorsaxophon), Bill Langlois (Kontrabass) und Larry Hancock (Schlagzeug).

## Titelliste
- Freddie Redd: Everybody Loves a Winner (Milestone MCD-9187-2)[1]
  1. Give Me a Break – 4:26
  2. One Up – 7:05
  3. Melancholia – 4:59
  4. Everybody Loves a Winner – 11:45
  5. So Samba – 8:03
  6. And Time Marches On – 9:03
  7. One Down – 7:13
  8. Fuego de Corazon – 8:08 (Bonustrack)
- Alle Kompositionen stammen von Freddie Redd.

## Rezeption
Scott Yanow verlieh dem Album in AllMusic viereinhalb Sterne und schrieb, Freddie Redd habe während seiner langjährigen Karriere nicht allzu viel aufgenommen, aber die meisten seiner Platten seien besondere Ereignisse gewesen. Dieses besondere Album enthalte acht von Redds dicht arrangierten Kompositionen, die von einem großartigen Sextett dargeboten würden.
Richard Cook und Brian Morton haben dem Album in ihrem Penguin Guide to Jazz die Bewertung von drei Sternen verliehen; Everybody Loves a Winner unterstreiche sein Talent als Komponist; offenbare aber auch einige seiner Einschränkungen als Performer. Das Hinzufügen von Bläsern gebe ihm Raum für Experimente, sicherlich mehr als bei einem konventionellen Klaviertrio, aber nur Curtis Peaglers jugendliches Altsaxophonspiel versuche in irgendeiner Weise, die Form zu brechen. Redd sei sicherlich interessante Persönlichkeit, aber keineswegs ein vergessenes Genie.